# Arthur Cowley
Arthur Cowley  là một cầu thủ bóng đá thi đấu cho Huddersfield Town, Brentford và Aberdare Athletic.